# Электробалластёр

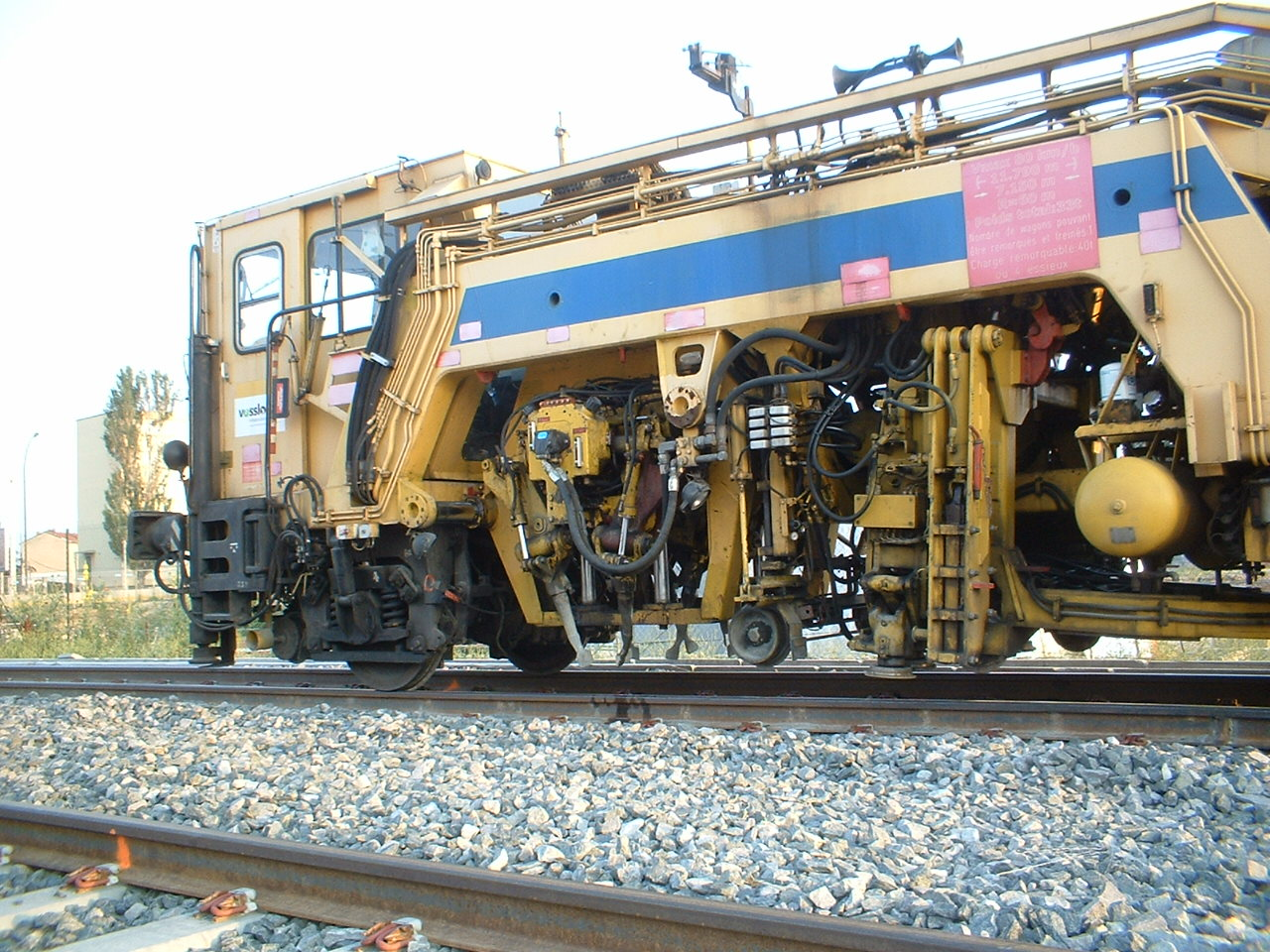
Машина ВПР Plasser & Theurer 08-275 ZW во Франции

Электробалластёр — путевая машина для дозирования балласта, подъёмки и сдвижки (рихтовки) и установки по уровню (при перекосе) рельсо-шпальной решётки, а также планировки откосов. Применяется на железнодорожном транспорте при строительстве, ремонте и текущем содержании железнодорожного пути.

## История появления
Первые балластеры, созданные для железных дорог СССР в 30-е годы XX века, имели пневмомеханический привод рабочих органов. В 1940-е годы получили распространение, особенно при ремонте пути, балластёры Б-5 конструкции Ф. Д. Барыкина, П. Г. Белогорцева, В. А. Алёшина. В 1950-е годы на строительстве железных дорог широко использовались балластеры, разработанные Н. П. Бизяевым. В это же время были спроектированы (В. А. Алёшиным, Г. М. Девьяковичем, А. В. Лобановым) более совершенные машины с электрифицированным приводом рабочих органов — электробалластёры.

## Конструкция и принцип работы
Рама электробалластёра обычно имеет шарнирно-сочленённую конструкцию, состоящую из фермы, опирающейся на две ходовые тележки, и фермы, связанной с ней шарниром и опирающейся на одну ходовую тележку. Такая конструкция обеспечивает свободное прохождение электробалластёра в криволинейных участках пути малого радиуса. На фермах расположены основные рабочие органы электробалластёра. Механизм подъёма рельсо-шпальной решётки снабжён двумя электромагнитами, непрерывно притягивающими рельсы при движении электробалластёра, и электровинтовыми приводами для подъёмки пути на высоту до 250 миллиметров, его сдвижки и установки по уровню. Электробалластёр оборудован дозатором, средний щит которого закреплён на определённой высоте и при движении электробалластёра разравнивает балласт слоем заданной толщины (дозирует балласт). Боковые крылья дозатора подают в путь балласт, выгруженный предварительно на обочину или в междупутье.
Разравнивание балласта под шпалами и его планировка осуществляются балластёрной рамой, состоящей из трёх струнок. Электромагниты обычно установлены между средней и задней тележками, но существуют электробалластёры и с консольным расположением электромагнитов впереди машины, что облегчает её проход по уложенному, но не выправленному пути. Некоторые электробалластёры оборудованы устройством для установки рельсо-шпальной решётки в проектное положение, а также навесным рихтовочным устройством со стрелографами, которые закреплены на тележках, катящихся по рельсам (конструкция МИИТ, И. Я. Туровский). Рихтовка пути осуществляется за один или два прохода способами, аналогичными тем, что применяются при использовании рихтовочной машины.
В России для транспортного строительства разработаны и более лёгкие машины — электромагнитные путеподъёмники.

## Электробалластер ЭЛБ-4мк
Предназначен для использования при подъёмочном, среднем и капитальном ремонте пути с рельсами и шпалами всех типов для выполнения следующих работ:
- дозировка балласта по длине пути и ширине балластной призмы
- подъёмка пути или непрерывное вывешивание рельсошпальной решётки на ходу
- сдвижка путевой решётки в плане; устранение неровностей пути в плане
- динамическая стабилизация пути
- рыхление балласта под путевой решёткой
- срезка и планировка обочин земляного полотна
- грубая оправка откосов балластной призмы
- уплотнение откосов
- рихтовка

Технические характеристики:
- Минимальный радиус проходимых участков пути — 100 м
- Минимальный радиус рихтовки кривых постоянной кривизны — не менее 350 м
- Коэффициент сглаживания четырёхточечной рихтовочной системы — не менее 6,5
- Скорость при дозировке балласта — не более 15 км/ч
- Скорость при подъёмке пути — не более 10 км/ч
- Скорость при рихтовке пути — не более 5 км/ч
- Скорость при стабилизации пути — не более 3 км/ч
- Высота подъёма рельсошпальной решётки — 350 мм
- Величина сдвига пути — 200 мм
- Перекос пути в обе стороны — 200 мм
- Грузоподъёмность электромагнитного подъёмника — 32 т/с
- Транспортная скорость — 50 км/ч
- Масса — 140 т
- Длина по осям автосцепок — 50,46 м